# Ikiru
Ikiru (em japonês:  生きる; bra: Viver) é um filme japonês de 1952, do gênero drama, dirigido e coescrito por Akira Kurosawa.

## Sinopse
O filme apresenta a visão da compaixão, mostrando a beleza da vida de um homem a partir da explosão de sua morte. Kanji Watanabe, um idoso burocrata com câncer no estômago, é forçado a buscar o significado de sua existência nos seus dias finais.[carece de fontes?]

## Principais prêmios e indicações
Recebeu o Lobo de Ouro no Festival de Cinema de Bucareste, em 1953.[carece de fontes?]
Recebeu o Prêmio Especial do Senado de Berlim no Festival de Berlim em 1954.[carece de fontes?]